# Return to Eden, Vol. 1: The Early Recordings
Return to Eden, Vol. 1: The Early Recordings é uma coletânea de músicas da banda britânica All About Eve. O álbum é o segundo a ser lançado após a reformulação da banda em 1999.
| Críticas profissionais                                                      | Críticas profissionais |
| Avaliações da crítica                                                       | Avaliações da crítica  |
| Fonte                                                                       | Avaliação              |
| --------------------------------------------------------------------------- | ---------------------- |
| allmusic                                                                    | [ 2 ]                  |
| Esta tabela precisa de ser acompanhada por texto em prosa. Consulte o guia. |                        |

## Faixas
1. "D for Desire" - 4:16
2. "Don't Follow Me (March Hare)" - 4:05
3. "Suppertime" - 3:10
4. "End of the Day" - 3:59
5. "Love Leads Nowhere" - 3:50
6. "In the Clouds" - 3:11
7. "Apple Tree Man" (demo version) - 4:04
8. "Shelter from the Rain" - 5:18
9. "Every Angel" (demo version) - 3:37
10. "In the Meadow" (demo version) - 4:32
11. "Our Summer" - 3:23
12. "Lady Moonlight" - 4:28
13. "Our Summer" (extended) - 4:28
14. "Flowers In Our Hair" - 4:07
15. "Paradise" - 3:52
16. "Devil Woman" - 2:58
17. "Flowers In Our Hair" (extended) - 5:12